# 準雙分貝屬
準雙分貝屬（學名：Meristina），又名準雙弓貝屬，是小雙分貝科小雙分貝亞科下已滅絕的一個屬，生存於晚奧陶紀至中泥盆紀，其化石分布於亞洲、歐洲和北美洲，多聚集出現在顆粒很細的泥質石灰岩層中，故牠們可能生活在淺海區域。

## 特徵
體型相對較大，殼形從三角形至圓形都有，且長度都要大於寬度。背殼上有寬而淺的摺皺，而腹殼上則有相對應的溝槽。兩殼的頂部向內大幅度凹陷、彎曲，將肉莖孔的大部分掩蓋住了。兩殼上均無飾紋。

## 外部連結
- Meristina in the Paleobiology Database